# Joop Bieshaar
Johannes Adrianus Gerardus (Joop) Bieshaar, ook bekend als Jo Bieshaar (Amsterdam, 3 oktober 1894 – aldaar, 3 november 1961) was een Nederlands voetballer.

## Biografie
Joop Bieshaar was de zoon van Johannes Bieshaar en Wilhelmina Hoogeveen. Hij trouwde op 12 juli 1922 met Jacoba Maria Barbara Timmer. Zijn jongere broer Arie speelde voor HFC Haarlem en Nederlands voetbalelftal.
Hij speelde van 1918 tot 1921 bij AFC Ajax als middenvelder. Van zijn debuut in het kampioenschap op 20 oktober 1918 tegen HFC tot zijn laatste wedstrijd op 18 december 1921 tegen DFC speelde Bieshaar in totaal 13 wedstrijden in het eerste elftal van Ajax. Later werd hij lid van elftal- en jeugd-commissie van Ajax.
In 1950 werd hij benoemd tot Lid van Verdienste van Ajax.
Hij overleed op 3 november 1961 op 67-jarige leeftijd.

## Statistieken
| Club  | Seizoen | Competitie | Competitie | Beker | Beker | Totaal | Totaal |
| Club  | Seizoen | Wed.       | Dlp.       | Wed.  | Dlp.  | Wed.   | Dlp.   |
| ----- | ------- | ---------- | ---------- | ----- | ----- | ------ | ------ |
| Ajax  | 1918/19 | 2          | 0          | -     | -     | 2      | 0      |
| Ajax  | 1919/20 | 9          | 0          | -     | -     | 9      | 0      |
| Ajax  | 1921/22 | 2          | 0          | -     | -     | 2      | 0      |
| Total | Total   | 13         | 0          | -     | -     | 13     | 0      |